# Oxynoemacheilus leontinae
Oxynoemacheilus leontinae là một loài cá vây tia thuộc họ Nemacheilidae (trước đây là phân họ Nemacheilinae trong họ Balitoridae). Loài này có ở Israel, Jordan, Liban, và Syria.
Môi trường sống tự nhiên của chúng là sông ngòi.